# Tamiang Mudo
Tamiang Mudo is een bestuurslaag in het regentschap Mandailing Natal van de provincie Noord-Sumatra, Indonesië. Tamiang Mudo telt 353 inwoners (volkstelling 2010).